# Estádio da Machava
Het Estádio da Machava is een voetbalstadion in Machava, een woonwijk van Maputo, de hoofdstad van Mozambique. Het wordt gebruikt voor voetbalwedstrijden en bevat 45.000 plaatsen. Het is het thuisveld van Clube Ferroviário de Maputo.
Het stadion werd in 1968 gebouwd onder het Portugese koloniaal bestuur en heette toen Estádio Salazar naar de Portugese president Salazar. 